# Idioma jemer
El jemer o camboyano (autoglotónimo ភាសាខ្មែរ phiăsaa khmae AFI: [pʰiə.ˈsaː kʰmae], o más formalmente ខេមរភាសា kheemaʾraʾ phiăsaa AFI: [kʰeː.maʔ.raʔ pʰiə.ˈsaː]) es el idioma del pueblo jemer y el idioma oficial de Camboya. Con aproximadamente 16 millones de hablantes, es el segundo idioma austroasiático más hablado (después del vietnamita). El sánscrito y el pali tienen considerable influencia en el idioma a través del budismo y del hinduismo. Como resultado de su proximidad geográfica, el camboyano influyó a su vez en el tailandés y el laosiano, y a la inversa.
Una característica regionalmente inusual y que diferencia al idioma jemer de sus vecinos es que no es una lengua tonal.

## Clasificación
El jemer es miembro de la familia de lenguas austroasiáticas, la familia autóctona de una zona que se extiende desde la península malaya hasta el este de la India, pasando por el sudeste asiático. El austroasiático, que también incluye el mon, el vietnamita y las lenguas munda, se estudia desde 1856 y se propuso por primera vez como familia lingüística en 1907. A pesar de la cantidad de investigaciones, sigue habiendo dudas sobre la relación interna de las lenguas del austroasiático.
Diffloth sitúa el jemer en una rama oriental de las lenguas mon-jemeres. En estos esquemas de clasificación, los parientes genéticos más cercanos del jemer son las lenguas bahnáricas y peráricas. Clasificaciones más recientes dudan de la validez de la subagrupación mon-jemer y sitúan la lengua jemer como una rama propia del austroasiático equidistante de las otras 12 ramas de la familia.

## Fonología
En el siguiente cuadro fonético de consonantes y vocales se reproducen los sonidos del camboyano moderno.
Es de hacer notar que el sistema fonológico descrito aquí es un inventario de los sonidos hablados, no de la lengua escrita cuyo alfabeto es propio, y que constituye el alfabeto más largo del mundo. Véase alfabeto camboyano.

### Consonantes
| p   | t | c | k | ʔ |
| ɓ   | ɗ |   |   |   |
| (f) | s |   |   | h |
| m   | n | ɲ | ŋ |   |
| w   |   | j | h |   |
|     | l |   |   |   |
|     | ɽ |   |   |   |

La consonante f aparece en muy pocas palabras. Las consonantes ʃ, z y g aparecen solamente en palabras que fueron tomadas del francés y otros idiomas occidentales de reciente influencia como el inglés.

### Núcleo de vocales
| a   | e   |     | ɨ   | ə   | a   | ɑ   | u   | o   |     |
| i   | eː  | ɛː  | ɨː  | əː  | aː  | ɑː  | uː  | oː  | ɔː  |
| iːə | eːi | aːe | ɨːə | əːɨ | aːə | ɑːo | uːə | oːu | ɔːə |
|     | eə  |     |     |     |     |     | uə  | oə  |     |

Se debe aclarar que no hay consenso acerca del número preciso y de los valores fonéticos de los núcleos vocálicos.

### Sílabas y palabras
Las palabras camboyanas son predominantemente monosílabas o bisílabas. Hay 85 posibles conjuntos de dos consonantes al principio de las sílabas y dos conjuntos de tres consonantes con alteraciones fonéticas como se muestra a continuación:
|      | pʰt- | pʰc- | pʰk- | pʰʔ- |      | pɗ-  |      | pʰn- | pʰɲ- | pʰŋ- |      | pʰj- | pʰl- | pɽ-  | ps-  | ph-  |      |       |  |
| tʰp- |      |      | tʰk- | tʰʔ- | tɓ-  |      | tʰm- | tʰn- |      | tʰŋ- | tw-  | tj-  | tl-  | tɽ-  |      | th-  |      |       |  |
| cʰp- |      |      | cʰk- | cʰʔ- | cɓ-  | cɗ-  | cʰm- | cʰn- |      | cʰŋ- | cʰw- |      | cʰl- | cɽ-  |      | ch-  |      |       |  |
| kʰp- | kʰt- | kʰc- |      | kʰʔ- | kɓ-  | kɗ-  | kʰm- | kʰn- | kʰɲ- | kŋ-  | kʰw- | kʰj- | kʰl- | kʰɽ- | ks-  | kh-  |      |       |  |
| sp-  | st-  |      | sk-  | sʔ-  | sɓ-  | sɗ-  | sm-  | sn-  | sɲ-  | sŋ-  | sw-  |      | sl-  | sɽ-  |      |      | sth- |       |  |
|      |      |      |      |      |      |      |      |      |      |      | ʔəw- |      |      |      |      |      |      |       |  |
|      | mət- | məc- |      | məʔ- |      | məɗ- |      | mən- | məɲ- |      |      |      | məl- | məɽ- | məs- | məh- |      |       |  |
| ləp- |      |      | lək- | ləʔ- | ləɓ- |      | ləm- |      |      | ləŋ- | ləw- |      |      |      |      | ləh- |      | ləkh- |  |

Las sílabas empiezan con una de las consonantes de estos conjuntos seguidas de uno de los núcleos vocales. Al final de la sílaba pueden aparecer las siguientes consonantes: -p, -t, -c, -k, -ʔ, -m, -n, -ɲ, -ŋ, -w, -j, -l y -h (-ç). Cuando el núcleo vocal es breve, debe haber al final una consonante.
La estructura de palabra más común en jemer es la descrita a continuación, precedida de un énfasis menos de la estructura que tiene CV-, CɽV-, CVN- o CɽVN- (C significa consonante; V, vocal; y N, las nasales m, n, ɲ o ŋ). La vocal en esta sílaba "breve" se reduce frecuentemente a la vocal neutra ə en la lengua hablada.
Las palabras pueden estar formadas por dos sílabas completas.
Las palabras con tres o más sílabas son, por lo general, préstamos del pali, del sánscrito, del francés o de otros idiomas.

## Acentuación
El acento en jemer recae en la última sílaba de una palabra. Debido a este patrón predecible, el acento no es fonémico en jemer (no distingue diferentes significados).
La mayoría de las palabras jemeres constan de una o dos sílabas. En la mayoría de las palabras disilábicas nativas, la primera sílaba es una sílaba menor (no acentuada). Estas palabras se han descrito como sesquisílabas (es decir, que tienen una sílaba y media). También hay algunas palabras disilábicas en las que la primera sílaba no se comporta como sílaba menor, sino que lleva acento secundario. La mayoría de estas palabras son compuestas, pero algunas son morfemas simples (generalmente préstamos). Un ejemplo es ភាសា ('lengua'), pronunciada [ˌpʰiəˈsaː].: 10 
Las palabras de tres o más sílabas, si no son compuestas, son en su mayoría préstamos, generalmente derivados del pali, del sánscrito o, más recientemente, del francés. No obstante, están adaptadas al patrón de acentuación jemer. El acento principal recae en la última sílaba y el secundario en cada dos sílabas desde el final. Así, en una palabra de tres sílabas, la primera sílaba tiene acento secundario; en una palabra de cuatro sílabas, la segunda sílaba tiene acento secundario; en una palabra de cinco sílabas, la primera y la tercera sílabas tienen acento secundario, y así sucesivamente[37]: 10-11 Los polisílabos largos no suelen utilizarse en conversación.: 12 
Sin embargo, los compuestos conservan el acento de las palabras que los forman. Así, សំបុកចាប, el nombre de un tipo de galleta (literalmente 'nido de pájaro'), se pronuncia [sɑmˌbok ˈcaːp] con acento secundario en la segunda sílaba y no en la primera, porque se compone de las palabras [sɑmˈbok] ('nido') y [caːp] ('pájaro').

## Dialectos
Dentro del país, se diferencian los dialectos o acentos locales: hay notables variaciones en los hablantes de Phnom Penh (o Nom Pen, capital de Camboya), en Battambang (la segunda ciudad) y en el campo.
La característica más notable del acento de la capital es su tendencia hacia una pronunciación relajada, con frases dichas de manera rápida y casi sintetizada. Por ejemplo, en lugar de decir "Phnom Penh" (la palabra en jemer es [pnum pɨɲ]), dirán [m pɨɲ]. Otra característica se da palabras con /r/ en la segunda posición de la primera sílaba (es decir, cuando "r" es la segunda consonante, como en la palabra castellana "bregar"), la /r/ no se pronuncia, pero si esta es la primera consonante de la palabra, se pronuncia más fuerte de lo usual, casi como en la palabra "ratón" del castellano, y la sílaba adquiere un ligero tono muy parecido al tono hỏi del vietnamita. Otro ejemplo es la palabra kroich (forma clásica), 'naranja', pronunciada así por la gente del campo, pero koich (sin la /r/) por la gente de la ciudad.

## Comparación léxica
Los numerales comparados de diferentes variedades jemer son:
| GLOSA | Central     | Norte    | PROTO- KHMER |
| ----- | ----------- | -------- | ------------ |
| 1     | muːəj       | mʊːj     | *muːəj       |
| 2     | piː         | piːr     | *piːr        |
| 3     | ˀbɤːj       | bɛj      | *ɓaj         |
| 4     | ˀbuːən      | bʊːn     | *ɓʊːn        |
| 5     | præm        | pram     | *pram        |
| 6     | prəmˈmuːəj  | prammʊːj | *pram-muːəj  |
| 7     | prəmˈpiː    | prampil  | *pram-piːr   |
| 8     | prəmˈˀbɤːj  | prambɛj  | *pram-ɓaj    |
| 9     | prəmˈˀbuːən | prambʊːn | *pram-ɓʊːn   |
| 10    | ˀdɒp        | dɒp      | *ɗɒp         |

## Gramática
El orden de la oración en jemer es similar al del español: sujeto-verbo-objeto. El camboyano es ante todo una lengua analítica, pero las derivaciones por el significado de prefijos y sufijos son comunes. La gramática resulta mucho más simple que la de cualquier lengua romance: no existen los accidentes de tiempo, género ni número y tampoco el uso de artículos. La dificultad del idioma radica en su numerosa gama de sonidos que hacen difícil la pronunciación y en la gran jerarquización de la lengua, es decir, las maneras de hablar diferencian estrictamente la edad y condición social.

## Sistema de escritura
El jemer se escribe con el alfabeto camboyano. La numeración camboyana es mucho más usada en Camboya que la numeración arábiga. Los numerales del sistema de numeración camboyano evolucionaron de los del sánscrito.

## Periodos históricos

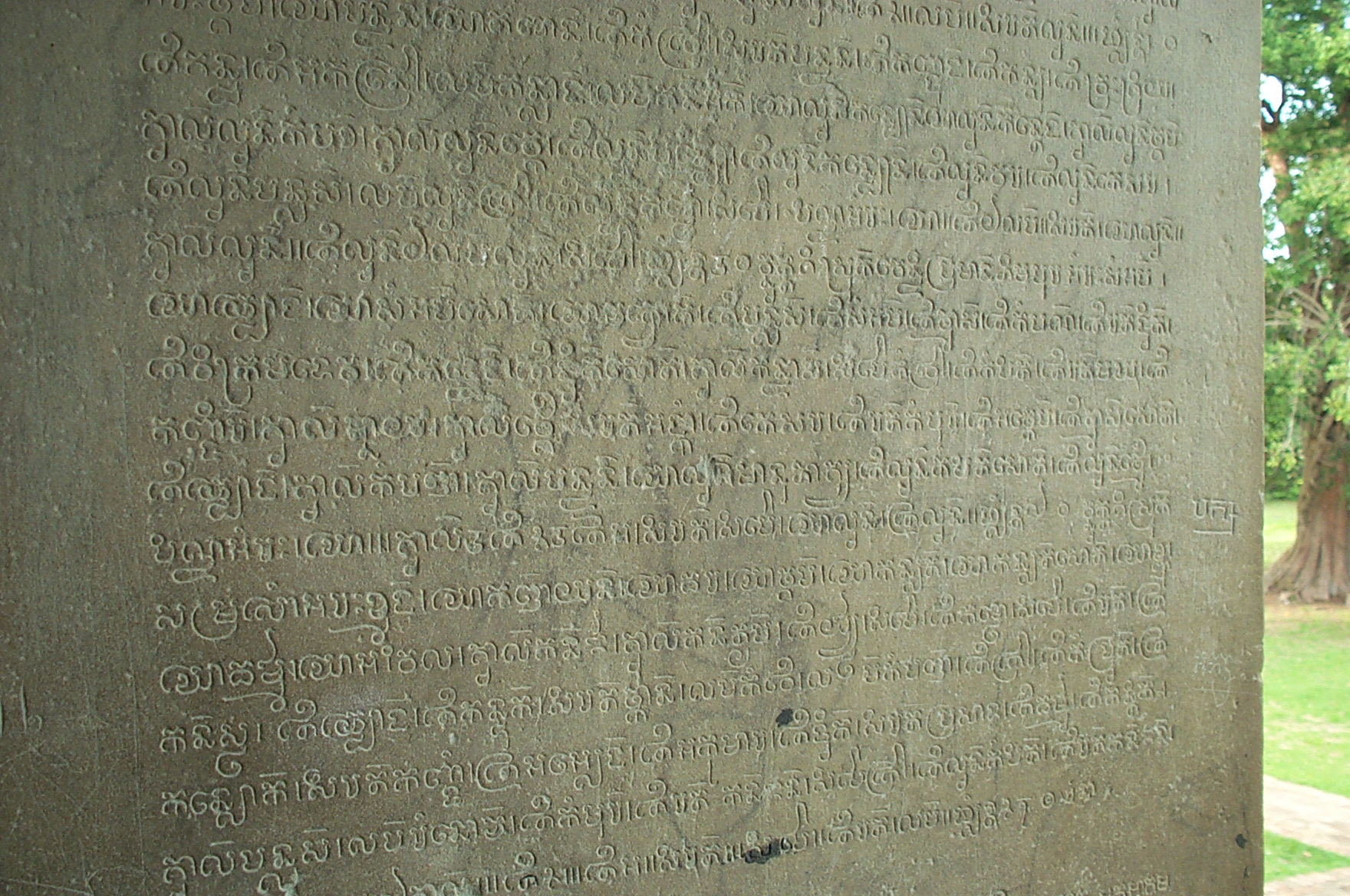
Una piedra tallada en jemer antiguo.

El estudio lingüístico de la lengua jemer divide su historia en cuatro periodos, uno de los cuales, el jemer antiguo, se subdivide en preangkoriano y angkoriano. El jemer preangkoriano es la lengua jemer antigua desde el año 600 hasta el 800. El jemer angkoriano es la lengua que se hablaba en el Imperio Jemer desde el siglo IX hasta el siglo XIII.
En los siglos siguientes se produjeron cambios en la morfología, la fonología y el léxico. La lengua de este periodo de transición, entre los siglos XIV y XVIII aproximadamente, se denomina jemer medio y en ella se produjeron préstamos del tailandés en el registro literario. El jemer moderno está fechado desde el siglo XIX hasta la actualidad.
La siguiente tabla muestra las etapas históricas del jemer convencionalmente aceptadas.
| Etapa histórica             | Fecha                                    |
| --------------------------- | ---------------------------------------- |
| Pre- o Proto-Jemer          | Antes del 600 CE                         |
| Jemer antiguo preangkoriano | 600–800                                  |
| Jemer antiguo angkoriano    | de 800 a mediados del siglo XIV          |
| Jemer medio                 | De mediados del siglo XIV al siglo XVIII |
| Jemer moderno               | de 1800 a la actualidad                  |

En el momento en que el jemer moderno salía del periodo de transición representado por el jemer medio, Camboya cayó bajo la influencia del colonialismo francés.  Tailandia, que durante siglos había reclamado la soberanía sobre Camboya y controlaba la sucesión al trono camboyano, empezó a perder su influencia sobre la lengua. En 1887 Camboya se integró plenamente en la Indochina francesa, lo que trajo consigo una aristocracia francófona. Esto hizo que el francés se convirtiera en la lengua de la educación superior y de la clase intelectual. En 1907, los franceses habían arrebatado al control tailandés más de la mitad de la actual Camboya, incluidos el norte y el noroeste, donde el tailandés había sido la lengua de prestigio, y la habían reintegrado al país.
A principios del siglo XX, muchos eruditos nativos, liderados por un monje llamado Chuon Nath, se resistieron a las influencias francesa y tailandesa en su lengua. Formaron el Comité Cultural, patrocinado por el gobierno, para definir y estandarizar la lengua moderna, y defendieron la jemerización, la depuración de los elementos extranjeros, la recuperación de la afijación y el uso de las raíces del jemer antiguo y del pali y sánscrito históricos para acuñar nuevas palabras para las ideas modernas. También influyeron los opositores, encabezados por Keng Vannsak, que abrazó la "jmerización total" denunciando la reversión a las lenguas clásicas y favoreciendo el uso del jemer coloquial contemporáneo para los neologismos, e Ieu Koeus, que estaba a favor de los préstamos del tailandés.
Koeus se unió posteriormente al Comité Cultural y apoyó a Nath. Los puntos de vista de Nath y su prolífico trabajo se impusieron y se le atribuye el cultivo de la identidad y la cultura en lengua jemer moderna, supervisando la traducción de todo el canon budista pali al jemer. También creó el diccionario de la lengua jemer moderna que aún se utiliza hoy en día, ayudando a preservar el jemer durante el periodo colonial francés.